# Бахтин, Филипп Евгеньевич
Фили́пп Евге́ньевич Бахти́н (род. 30 января 1976, Вологда) — российский журналист, главный редактор российской версии журнала Esquire (2005—2011).

## Биография
В 1993 году окончил псковскую среднюю школу № 8. В 1998 году окончил исторический факультет Псковского педагогического института. В 1999—2001 годах учился во ВГИКе по специальности «Режиссура» в мастерской Владимира Хотиненко. С 2000 по 2002 год работал заместителем главного редактора журнала «Афиша», с 2003 по 2005 год занимал должность главного редактора журнала FHM. С апреля 2005-го по сентябрь 2011 года работал главным редактором российской версии журнала Esquire. В октябре его место занял Дмитрий Голубовский.
В 2010 году открыл вместе с Филиппом Дзядко детский лагерь «Камчатка», который сначала располагался в Псковской области, а в 2014 году переехал на остров Сааремаа (Эстония).
В 2022 году стал главным редактором интернет-издания Repost.